# 真崎甚三郎
真崎 甚三郎（まさき じんざぶろう、旧字体：眞崎 甚三郞、1876年（明治9年）11月27日 - 1956年（昭和31年）8月31日）は、日本の陸軍軍人。陸軍士官学校9期、陸軍大学校19期。最終階級は陸軍大将。栄典は正三位勲一等功四級。
荒木貞夫と共に皇道派の頭目の一人として、青年将校の衆望を集める。青年将校が起こした二・二六事件においては、犯人らの主張に沿って収束を図ったが、昭和天皇の強い反発を招き失敗した。
弟に海軍少将、衆議院議員の眞崎勝次。長男に外務省、宮内庁の官僚で昭和天皇の通訳を長く務めた真崎秀樹。

## 生涯

### 出生から第8師団長時代まで
1876年（明治9年）11月27日、中農の真崎要七の長男として佐賀県に生まれた。
佐賀中学（現佐賀県立佐賀西高等学校）を1895年12月に卒業後、士官候補生を経て1896年9月に陸軍士官学校に入学した。
陸士第9期卒後に陸軍大学校に入学したが日露戦争が発生したため歩兵第46連隊中隊長として従軍した。
1907年に陸大第19期を恩賜の軍刀を拝領し卒業した。首席卒業の荒木貞夫の他、阿部信行、松木直亮、本庄繁、小松慶也などと同期だった。
第一次世界大戦中は久留米俘虜収容所長も務めた。
陸軍大佐、軍務局軍事課長、近衛歩兵第1連隊長、陸軍少将、歩兵第1旅団長、陸軍士官学校本科長、教授部長兼幹事、陸軍士官学校長、陸軍中将、第8師団長を歴任。
陸軍の枢要である軍務局軍事課長を真崎はわずか1年しか務めなかった。この件について真崎は後に息子に対して、陸軍機密費の不正蓄積についての疑問を持ったため、機密費の適正な使用と管理について意見を具申したところ、近衛歩兵第1連隊に転出させられたと述べている。この当時、軍の機密費を取り扱っていたのは田中義一陸相、山梨半造次官、菅野尚一軍務局長、松木直亮陸軍省高級副官の四人であった。田中義一は政界入りする際にシベリア出兵時の機密費を流用して立憲政友会への持参金にしたとの風説があり国会でも追及されている。
本科長、教授部長兼幹事を経て校長をつとめた4年間の陸軍士官学校時代に、精神主義・日本主義に重点を置いた教育に努めた。この時期の生徒には安藤輝三、磯部浅一、渋川善助らがいる。

### 第1師団長時代から参謀次長時代まで
1929年7月1日からは第1師団長に任命された。この頃、中堅幕僚層を中心に、陸軍中枢の人事を独占していた長州閥の打破および来る次期戦争に備えて総力戦体制を構築するための陸軍発の社会革新を訴える派閥「一夕会」を結成。真崎は、荒木、林銑十郎らとともに、非長州閥系将軍として領袖に担がれる。
1931年（昭和6年）8月、本来なら真崎が関東軍司令官に任命される順番であったが、本庄繁が関東軍司令官に任命され、真崎は台湾軍司令官に任命された。
1932年（昭和7年）1月、犬養内閣の陸軍大臣であった荒木の計らいで参謀次長に就任した。皇族である閑院宮載仁親王が参謀総長であったので、慣例にしたがって真崎が参謀本部を取り仕切った。林も教育総監となり、一夕会が陸軍人事の中枢を占めるに至る。
当時、大陸においては満洲事変が進行中であり、青年将校（特に、昭和維新の断行を訴えた桜会の急進派）を中心に、国内への改造運動の逆流を目論む動きがあった。真崎は、事変不拡大・満洲事変は満洲国内でおさめることを基本方針として収拾にあたった。第一次上海事変の処理では、軍の駐留は紛争のもととして一兵も残さず撤兵した。熱河討伐では、軍の使用は政府の政策として決定し、天皇の裁可を経てから実行されるという建前から、万里の長城を越えて北支への拡大を断固として押さえた。有利な戦機を見逃して二カ月以上も出動を押さえたとして、拡大派や国家革新推進派からは非難を浴びた。
一方で、満洲事変後の軍の動きに不満を持つ昭和天皇から真崎は繰り返し叱責された。通常間を置かず裁可される上奏も、真崎の場合には必ず数日留め置かれた。真崎は天皇へのとりなしを梨本宮守正王や伏見宮博恭王のルートを通してこころみたがうまくいかず、最終的には自分が重臣元老（に加え天皇からも）誤解されていると上奏したところ、天皇は「非常な御不興」を示し面目を失った。さらに原田日記によると、真崎は当時第5旅団長であった東久邇宮稔彦王に対し、「天皇陛下が参謀本部の意見を理解されるよう助力して欲しい」と依頼し、それを筋違いであるとして拒否されると、「ここの宮さんは国家観念に乏しい」と不満を述べている。
また、参謀総長であった閑院宮との関係も、決裁による結果責任が皇室に及ばない等に、という名目で、自身の考えを報告するにとどめたことが、かえって嫌悪感を抱かせることになった。
一夕会内部においても、荒木の省内における運営能力の欠如が目立つようになり、幕僚から愛想をつかされるようになる。逆に荒木が極端な精神主義を吹聴するようになると、急進的な革新思想を信奉する青年将校が荒木の下に集うようになり、1933年5月頃に一夕会は分裂。真崎は荒木の側（皇道派）についたが、林以下幕僚の大半は反荒木派（統制派）についた。

### 教育総監時代
1934年（昭和9年）1月、統制派幕僚の信頼を失った荒木は、病を理由に辞任。後任には真崎を推したが、閑院宮が反対したことにより陸軍三長官合意が得られずに流れ、閑院宮が「真崎では不安心だから林にすべし」と述べたため林が陸相に、真崎は教育総監に回った。天皇機関説問題では国体明徴運動を積極的に推進し率先して天皇機関説を攻撃した。
林が軍務局長に起用した統制派の永田鉄山は皇道派の締め出しを図り、皇道派と対立する。統制派は真崎の辞任を求める。林の人事案には真崎本人が同意せずに三長官合意はとれなかったが、林は単独上奏を行い、自身の責任において真崎を教育総監から罷免、後任に渡辺錠太郎がついた。
昭和天皇も真崎の更迭を歓迎し、「真崎の行動は甚だ非常識であり（ロンドン海軍軍縮会議で強硬論を主張し内閣を揺さぶった）加藤寛治海軍大将と同じような性格ではないのか」と述べて、真崎の退任の挨拶に際しても形式的な「ご苦労であった」との御言葉を与えるのを「加藤のように悪用されては困る」と承知しようとしなかった。一方で、真崎の辞任の経緯は自身の口から青年将校へ漏らされ、さらに統制派を批判する怪文書が作られて配布された。この文書を読んだ皇道派の相沢三郎陸軍中佐は、1934年に起きた陸軍士官学校事件の影響も受け、同年8月に永田鉄山を殺害した（相沢事件）。
真崎自身によると、軍中央から遠ざけられた三月事件、十月事件の関係者は真崎らを恨み、政界、財界、重臣方面に真崎らを誹謗しており真崎追放を決心し、特に湯浅倉平が天皇に真崎中傷を行い、閑院宮と梨本宮の両者も動かされ、教育総監更迭に至ったとしている。本庄繁侍従武官長から天皇に上奏書類を非公式に見せ、天皇も「真崎の言うことも一理ある」と発言したが、湯浅の中傷、木戸幸一が真崎の直訴を阻止したために、天皇の考えを変えさせるに至らなかったと主張している。

### 二・二六事件
真崎らを擁していた皇道派の若手将校は、翌1936年（昭和11年）2月26日、政府首脳を殺害しクーデターを起こす（二・二六事件）。将校たちは、蹶起趣意書の上奏、昭和維新の大詔渙発、真崎への大命降下という計画を立てていた。
真崎の事件に対する態度には諸説ある。事件前に磯部浅一は荒木、真崎、杉山元などを訪問し、上層部の動向を確認している。また、1月28日に磯部は真崎のもとを訪れ借金を申し込んだ。真崎は「何事か起こるなら、何も言ってくれるな」と答えている。
そして、反乱部隊が出発する前の午前4時半頃に亀川哲也から決起の知らせを受け取っている。亀川の証言では真崎は「これまで努力したことが無駄になってしまう」と驚いていたとされている。
真崎は加藤寛治などと連絡を取り、午前8時半に反乱軍が占拠する陸軍大臣官邸に到着。磯部浅一が獄中で記した『行動記』および供述調書によると、真崎は出迎えた磯部、香田清貞らに対して「とうとうやったか、お前たちの心はヨオックわかっとる、ヨォッークわかっとる」と答えたと言われている。一方、当時真崎の護衛憲兵で陸相官邸へ同乗していた金子桂伍長はこれを否定しており、「なんということをやったのだ」と叱責したとしている。
真崎はうろたえる川島義之陸相と密談して、反乱部隊を解散させるのは難しいから「蹶起趣意書」、「陸軍大臣要望事項」にそって天皇から詔勅を渙発してもらい事態の解決を図るべきだと主張した。
さらに真崎は伏見宮邸に向かい、ここで加藤と会談した。大詔渙発を目論んで伏見宮博恭王、加藤とともに参内したが、伏見宮を引見した天皇は全く取り合わなかった。
軍事参議官会議において参議官の一人から、「今回の問題は我々の責任でもあるから全員揃って辞職しよう」との意見が出て、それに決まりかけていたのを荒木と真崎は強く反対しとりやめになり反乱部隊に和する「大臣告示」が出されることになった。
また、寺内寿一が自分よりも早く宮中に参内していることを知った真崎は寺内を怒鳴りつけている。

### 裁判
真崎は事件後の3月10日に、荒木ら他の将軍とともに予備役となる。そして、事件への対応の中で、陸相官邸における行動、伏見官邸における工作、軍事参議官会議における大詔渙発、戒厳令施行の促進などが反乱者に対する利敵行為とみなされ、4月21日から東京憲兵隊本部の大谷敬二郎大尉らによる取調べを受けた。
真崎は、12月28日から断食を始め、翌1937年1月6日頃からは水も飲まず、息子〔秀樹？〕を2回呼び、遺言めいたことを言った。1月12日頃、衛戍病院に入院し、阿部大将等が面会に行っても許可されなかった。
その後予審を経て陸軍軍法会議法ではなく緊急勅令（東京陸軍軍法会議ニ関スル件（昭和11年3月4日勅令第21号）)によって設けられた東京陸軍軍法会議により1937年1月25日に起訴された。裁判は第一師団軍法会議庁舎において6月1日から行われた。裁判官は、上級判士が磯村年予備役大将、判士が松木直亮予備役大将、小川関治郎陸軍法務官（少将相当）が務めた。7月15日の論告では、反乱者を利す罪で禁固13年が求刑された。
真崎は9月25日の東京陸軍軍法会議の判決で無罪となった。判決文の内容は意味不明なものとなった。
反乱部隊を利した行為は明らかであるが、これが反乱部隊を利せんとする意思に基づくものであるかは認定できなかった、というのが無罪の理由であった。荒木が近衛文麿首相に無罪とするよう頼み込み、近衛は厳罰論に傾いていた杉山元陸相を説得し、これ以上の混乱を引き起こさぬように無罪とするように圧力をかけた。磯村の証言によると、最終的には大山文雄陸軍省法務局長が強硬派の小川を呼び円満解決を図るよう説得した。
すなわち、杉山陸相から判決文を奏呈された天皇はこれをその場で熟読し、手元に留め置いた。
小川関治郎陸軍法務官は、「判決理由書は有罪論を展開し、主文では無罪とした。誰が判決文を読んでも真崎が有罪であることがわかるようにした」と証言している。荒木貞夫も、「判決理由は、ひとつひとつ、真崎の罪状をあげている。そして、とってつけたように主文は"無罪"。あんなおかしな判決文はない」と述べている。
証人として出廷した磯部は真崎の態度に幻滅し、『獄中日記』において真崎を呼び捨てにして激しく非難した。

### 太平洋戦争
統制派である東條英機首相が国家社会主義体制を構築していく中、反主流派の面々は真崎の元に集まってきた。その代表例が吉田茂で、吉田は対米開戦直後から「英米ト和平ノ手ヲ打ツベキ方針」を真崎に伝達している。真崎本人も、日中戦争と並行して対米戦を遂行することとなった現実を危ぶんでいた。
吉田は真崎・宇垣連立内閣を構想しており、これには真崎も積極的な態度を示していた。しかし宇垣が消極姿勢であったため、構想は立ち消えとなった。
やがて、吉田の仲介で同じく早期終戦を目指していた近衛元首相と接近した。近衛は自らを首班とした内閣を考えており、真崎はこれに不満であった。鈴木貫太郎内閣の成立にも落胆したが、終戦後も政権入りを目指していた。

### 終戦後
終戦後、戦争犯罪人（A級戦犯）として収監された。他の被告人は、単に被疑者として呼ばれてもみな弁護士を頼んだが、真崎は弁護士をつけなかったという。
真崎への第1回の尋問は巣鴨への収監に先立つ12月2日に第一ホテルで行われた。以降、3回に亘って尋問が行われたが、供述内容は、敵対していた東條らの統制派軍人や木戸幸一に対する戦争責任と、アメリカとの戦争を回避しようとしていたことを主張した。
真崎の手紙や遺稿によると、尋問中に自身の欠点として「他に威張ることと、威張られることが、極度に嫌いであった」ことであると述べたところ、アメリカ人の検事から「ア、其はリンカーンと同じ思想じゃ」、「貴下は即ち日本的デモクラシーである」と喜ばれたと記されている。
極東国際軍事裁判では不起訴処分を受け、梨本宮守正王を除いて軍人では一番先に釈放された。
同裁判の真崎担当係であったロビンソン検事は満洲事変、二・二六事件などとの関わりを詳細に調査し、「真崎は軍国主義者ではなく、戦争犯罪はない」「二・二六事件では真崎は被害者であり、無関係」という結論を下し、そのメモランダムには、「証拠の明白に示すところは真崎が二・二六事件の被害者であり、或はスケープゴートされたるものにして、該事件の関係者には非ざりしなり」とある。
公職追放を経て、1956年（昭和31年）8月31日、心臓麻痺のため死去。79歳没。
遺言書では、第一に「日本の滅亡は主として重臣、特に最近の湯浅倉平、斎藤実、木戸幸一の三代の内大臣の無智、私欲と、政党、財閥の腐敗に因る」としている。
葬儀は9月3日午後1時から世田谷の自宅において行われ、葬儀委員長は荒木貞夫が務めた。昭和天皇からは祭粢料が届けられた。

## 評価
- 『軍ファシズム運動史』を著した秦郁彦は、真崎については戦前戦後を通して「腹黒い野心家」、「陰険な策謀家」、「青年将校を裏切った卑怯者」との評価が定着しており、「その本質は強きを助け、弱きを虐げる小心翼翼とした官僚型野心家」だったのではと記している[4]。
- 米国立公文書館に保管されていた東京裁判での国際検察局尋問調書を調査した粟屋憲太郎は真崎の「中学時代から親米主義者だった」との弁明や、同じく公文書館から発掘した徳川義親日記にある、二・二六事件取調中"返答に詰まると数珠を出して拝む"などの記録から、前出の秦郁彦の評価も引用して「これまで読んだ尋問調書のうち、真崎の調書は最も格調の低いものの一つであった」と評している[22]。
- 田崎末松は、真崎の長男の真崎秀樹が戦後に昭和天皇の通訳を務めていることから、昭和天皇は、「風雪三十年の結果、二廻りも三廻りも人間的に成長され円熟され」、「禍根の張本人として消えていったものが実は無類の忠臣であった、というような価値評価の転換も行われていた」のではないかとしている[23]。
- 真崎の自動車運転手を務めていた石黒幸平（陸軍自動車学校職工）は、真崎大将は情に厚く部下思いであると、陸軍部内はもちろん自動車運転手間にも信望があったと証言をしている[24]。
- 石原莞爾は真崎のことを嫌悪していた。石原が満州から参謀本部への転勤を命じられたとき、真崎甚三郎が「君は素晴らしい逸材だ。君の新しい部署を決めるのに三月もかかったのだ」と褒めちぎったが、真崎が自身を満州国から引き離す黒幕と気づいていた石原は、「陸軍の人事は私の関知するところではありません」と握手を拒み、その後も真崎の酒席の誘いを拒むなど徹底的に嫌った。真崎の差し出した握手を無視したこともあったという。

## エピソード
- 久留米俘虜収容所長時代、捕虜に対し管理を強化し、些細な規定違反でも処罰を加えることから捕虜とのトラブルが絶えなかった。1915年（大正4年）11月15日には、大正天皇の即位礼に合わせて、捕虜にビールとリンゴを配布した。しかし捕虜の将校が「本国政府の許可なく受領できない」と返却した行為を皇室を侮辱したものとして、捕虜に飛び掛かり素手で打ち伏せる殴打事件が発生した[25]。一方で収容所の環境整備のために努力し、従来禁止していた所内での音楽などを許可した。衛戍司令官柴勝三郎中将から批判されると、「ドイツ人にとっての音楽は、日本人にとっての漬物類と同じことで、日常生活の最低不可欠なものであります」と答え、了解を求めた。息子の真崎秀樹によると「父に連れられて俘虜の素人芝居をみたり、クリスマスパーティーに出たことを覚えている」とのことである。

## 年譜
- 1897年（明治30年）11月 - 陸軍士官学校卒業（士候9期）。
- 1898年（明治31年）6月 - 少尉に任官。歩兵第46連隊附。
- 1899年（明治32年）5月 - 対馬警備隊附
- 1900年（明治33年）11月 - 中尉に進級。
  - 12月 - 陸軍士官学校附（区隊長）。
- 1904年（明治37年）2月 - 日露戦争に従軍（～1905年12月）。
  - 6月 - 大尉に進級。歩兵第46連隊中隊長。
- 1907年（明治40年）11月 - 陸軍大学校卒業（19期恩賜）。陸軍省軍務局出仕。
- 1908年（明治41年）10月 - 軍務局課員（軍事課）。
- 1909年（明治42年）1月 - 少佐に進級。
- 1911年（明治44年）5月 - ドイツ駐在（～1914年6月[27]）。
- 1914年（大正3年）6月 - 歩兵第42連隊大隊長[27]。
  - 11月 - 中佐に進級。歩兵第53連隊附。
- 1915年（大正4年）5月25日 - 久留米俘虜収容所長。
- 1916年（大正5年）11月15日 - 教育総監部第2課長。
- 1918年（大正7年）1月18日 - 大佐に進級。
- 1920年（大正9年）8月10日 - 陸軍省軍事課長。
- 1921年（大正10年）7月20日 - 近衛歩兵第1連隊長。
- 1922年（大正11年）8月15日 - 少将に進級。歩兵第1旅団長。
- 1923年（大正12年）8月6日 - 陸軍士官学校本科長。
- 1924年（大正13年）3月 - 欧米出張（～9月）。
- 1925年（大正14年）5月1日 - 陸軍士官学校幹事兼教授部長。
- 1926年（大正15年）3月2日 - 陸軍士官学校校長。
- 1927年（昭和2年）3月5日 - 中将に進級。
  - 8月26日 - 第8師団長。
- 1929年（昭和4年）7月1日 - 第1師団長。
- 1931年（昭和6年）8月1日 - 台湾軍司令官。
- 1932年（昭和7年）
  - 1月7日 - 参謀次長。特に親任官の待遇を賜う[6][28]。
  - 1月13日 - 資源審議会委員被仰付[29]
  - 1月18日 - 宮内省御用掛被仰付[30]
- 1933年（昭和8年）
  - 6月19日 - 陸軍大将親任[31]、軍事参議官。
  - 6月30日 - 宮内省御用掛被免[32]
  - 7月7日 - 資源審議会委員被免[33]
- 1934年（昭和9年）1月23日 - 教育総監 兼 軍事参議官。
- 1935年（昭和10年）7月16日 - 軍事参議官。
- 1936年（昭和11年）3月10日 - 予備役編入。
- 1941年（昭和16年） - 佐賀県教育会長に就任。

## 栄典
位階
- 1922年（大正11年）9月11日 - 正五位[34]

勲章等
- 1912年（大正元年）8月1日 - 韓国併合記念章[35]
- 1918年（大正7年）6月29日 - 勲三等瑞宝章[36]
- 勲一等旭日大綬章：1934年（昭和9年）4月29日
- 功四級金鵄勲章
- 1933年（昭和8年）7月20日 -  勲一等瑞宝章[37]

外国勲章佩用允許
- レジオンドヌール勲章コマンドゥール
- 一等戦功十字章（en）
- ペルー太陽勲章（en）グランドクロス

## 著作
- 『欧米の軍国主義 麻布・本郷両聯隊区将校団講話会に於ける陸軍少将真崎甚三郎閣下講演』1924年。全国書誌番号:72012469。
- 『欧米事情 陸軍士官学校本科長真崎少将閣下講演』陸軍士官学校高等官集会所、1925年。 NCID BB22555917。
- 西村虎一 編『時局と青年 真崎大将講演集』高山書院、1942年。 NCID BB30436560。全国書誌番号:44054943。

### 日記
- 『真崎甚三郎日記』 昭和7・8・9年1月～昭和10年2月、山川出版社〈近代日本史料選書 1-1〉、1981年1月。 NCID BN00308114。全国書誌番号:81014005。
- 『真崎甚三郎日記』 昭和10年3月～昭和11年3月、山川出版社〈近代日本史料選書 1-2〉、1981年7月。 NCID BN00308114。全国書誌番号:81034950。
- 『真崎甚三郎日記』 昭和11年7月～昭和13年12月、山川出版社〈近代日本史料選書 1-3〉、1982年2月。 NCID BN00308114。全国書誌番号:82018189。
- 『真崎甚三郎日記』 昭和14年1月～昭和15年12月、山川出版社〈近代日本史料選書 1-4〉、1983年10月。 NCID BN00308114。全国書誌番号:84043220。
- 『真崎甚三郎日記』 昭和16年1月～昭和18年4月、山川出版社〈近代日本史料選書 1-5〉、1987年1月。 NCID BN00308114。全国書誌番号:87017190。
- 『真崎甚三郎日記』 昭和18年5月～昭和20年12月、山川出版社〈近代日本史料選書 1-6〉、1987年1月。 NCID BN00308114。全国書誌番号:87017191。